# 콜루슈
콜루슈(Coluche, 1944년 10월 28일 - 1986년 6월 19일)는 프랑스의 배우이자 희극인이다. 본명은 미셸 제라르 조제프 콜루치(Michel Gérard Joseph Colucci)이다.
이탈리아인 아버지 오노리오와 프랑스인 어머니인 시모느 부이에 사이에서 태어났다. 1969년에 데뷔한 이래, 1984년에는 세자르 상(fr)의 최우수 남우상을 수상하기도 했다. 또 1985년에는 Restaurants du cœur→마음의 식당(fr)를 창설하여 자선 사업을 펼치기도 했다.
1986년 6월 19일, 오토바이를 몰고 가던 중 교통 사고를 당해 사망하였다. 당시 그는 비교적 느린 속도로 운행하고 있었으나 안전모를 착용하지 않았던 것이 사망의 주 원인으로 꼽힌다.
2002년에 콜루슈를 기념하여 그가 태어나고 평생을 살았던 파리 14구에 그의 이름을 딴 거리가 생겨났다.
한편, 차남인 마리우스 콜루치(fr)가 아버지의 뒤를 이어 1989년에 배우로 데뷔하였다.

## 출연 작품
- 《당나귀 공주》 (1970)
- 《01년》 (1972)
- 《크레이지 보이 슈퍼마켓》 (1973)
- 《맛있게 드십시오》 (1976)
- 《내 단짝 친구의 여자》 (1983)